# NGC 6224
NGC 6224 (również PGC 59017 lub UGC 10555) – galaktyka eliptyczna (E-S0), znajdująca się w gwiazdozbiorze Herkulesa. Odkrył ją Lewis A. Swift 15 czerwca 1887 roku.